# Gustav Lange (1861–1939)
Gustav Fredrik Lange, född 22 februari 1861 i Halden, död 11 februari 1939 i Oslo, var en norsk violinist och kompositör.
Lange utbildades i Stockholm av K. J. Lindberg, i Paris av Hubert Léonard och i Berlin av Émile Sauret. I Oslo verkade han som lärare vid konservatoriet, som violinist i teaterkapell och Filharmoniska sällskapets orkester samt som ledare för en stråkkvartett. Lange har även utgett kompositioner för violin.